# Direzione generale per l'Unione europea
La  Direzione generale per l'Unione europea (DGUE)  del Ministero degli Affari Esteri cura le attività di integrazione europea in relazione ai processi negoziali sui trattati e sul funzionamento dell'Unione europea; gestisce i rapporti con le sue istituzioni ed è competente per le relazioni con i paesi membri e candidati dell'Unione europea, i Paesi dello spazio economico europeo ed i Paesi dei Balcani e per la partecipazione ad altre organizzazioni regionali.
La DGUE si compone di tre anime principali:
- Direzione centrale per l'integrazione europea
- Direzione centrale per i Paesi europei
- Unità per i Paesi dei Balcani, INCE e IAI

## Storia
La Direzione è stata istituita nell'ambito della riforma del Ministero degli Affari Esteri volta a riorganizzare la struttura stessa del Ministero, al fine di poter affrontare in maniera strutturata ed efficace le nuove sfide globali, realizzata il 10 maggio 2010 con il D.P.R. n. 95 .

## Direzione centrale per l'integrazione europea
La Direzione centrale per l'integrazione europea si occupa delle tematiche multilaterali inerenti all'Unione europea. essa consta di quattro uffici. L'Ufficio I si occupa di promozione delle politiche settoriali, dell'integrazione economica e finanziaria, del mercato interno e della competitività dell'Unione europea. Il  II di relazioni esterne dell'Unione europea e rapporti con il servizio europeo per l'azione esterna, nonché del processo di allargamento.
L'Ufficio III invece è dedicato allo spazio europeo di libertà, giustizia e sicurezza, libera circolazione delle persone e flussi migratori verso l'Unione europeo. L'Ufficio IV, infine, si occupa di aspetti inerenti all'architettura istituzionale dell'Unione europea, Parlamento europeo e rappresentanza del cittadino, candidature italiane.

## Direzione centrale per i Paesi europei
La Direzione centrale per i Paesi europei si occupa prevalentemente di relazioni bilaterali con i paesi dell'Europa. Essa è suddivisa in tre Uffici. L'Ufficio V tratta dei Paesi dell'Europa centro-settentrionale (Austria, Belgio, Danimarca, Estonia, Finlandia, Germania, Irlanda, Islanda, Lettonia, Liechtenstein, Lituania, Lussemburgo, Norvegia, Paesi Bassi, Regno Unito, Svezia e Svizzera), mentre l'Ufficio VI si occupa dei Paesi dell'Europa centrale (Bulgaria, Moldova, Polonia, Repubblica Ceca, Repubblica Slovacca, Romania ed Ungheria). 
Infine, l'Ufficio VII mantiene le relazioni bilaterali con i paesi dell'Europa meridionale e mediterranea (Andorra, Cipro, Francia, Grecia, Malta, Portogallo, Principato di Monaco, San Marino, Santa Sede, Sovrano Militare Ordine di Malta, Spagna e Turchia).

## Unità per i Paesi dei Balcani, INCE e IAI
L'Unità per i Paesi dei Balcani si occupa di Albania, Bosnia-Erzegovina, Croazia, Ex Repubblica Jugoslava di Macedonia, Kosovo, Montenegro, Serbia e Slovenia, così che di  cooperazione internazionale in sede INCE e IAI, seguiti degli accordi di Osimo, Consiglio di cooperazione regionale (RCC), Processo di cooperazione per il Sud Est Europeo (SEECP) e Southern European Cooperative Initiative (SECI).